# Bellegarde (Gard)
Bellegarde es una comuna y población de Francia, en la región de Languedoc-Rosellón, departamento de Gard, en el distrito de Nimes y cantón de Beaucaire.
Su población en el censo de 1999 era de 4.913 habitantes. Su aglomeración urbana se limita a la propia comuna.
Está integrada en la Communauté de communes Beaucaire-Terre d'Argence.

## Geografía
A las puertas de la Camarga, a  17 km de Nîmes y 15 km de Arlés. Está a 12 km del aeropuerto de Nîmes-Arles-Camargue y de la autopista A54. La villa está junto al Canal del Ródano.

## Demografía
| 2484 | 3052 | 3163 | 3924 | 4508 | 4913 |
| Para los censos de 1962 a 1999 la población legal corresponde a la población sin duplicidades (Fuente: INSEE [Consultar]) |      |      |      |      |      |